# Georg Volkens

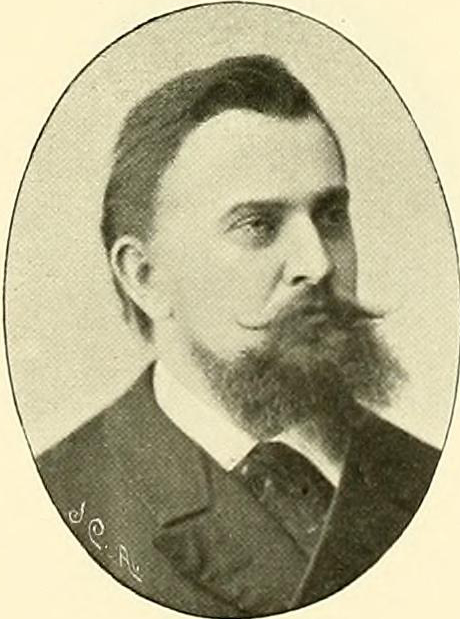
Georg Volkens um 1905

Georg Ludwig August Volkens (* 13. Juli 1855 in Berlin; † 10. Januar 1917 ebenda) war ein preußischer, deutscher Botaniker, der vor allem durch seine geobotanischen Arbeiten in Afrika bekannt wurde. Sein botanisches Autorenkürzel lautet „Volkens“.

## Biografie
Volkens studierte Naturwissenschaften an der damals als Friedrich-Wilhelms-Universität bekannten Berliner Humboldt-Universität und der Universität Würzburg.
Sein Studium wurde vor allem durch die Botaniker Alexander Braun, Julius Sachs und Simon Schwendener geprägt. Bei Schwenderner promovierte Volkens 1882 mit der Arbeit Ueber Wasserausscheidung in liquider Form an den blaettern hoeherer Pflanzen. 1884 bis 1885 bereiste er im Auftrag der Königlich-Preußischen Akademie der Wissenschaften Ägypten, wo er Untersuchungen für seine Arbeit Die Flora der ägyptisch-arabischen Wüste, auf Grundlage anatomisch-physikalischer Forschungen dargestellt durchführte, mit der er 1887 habilitiert wurde. Von 1887 bis 1889 arbeitete er als unbezahlter Volontär bei Adolf Engler am Botanischen Museum in Berlin, nachfolgend wurde er Privatdozent für Botanik an der Berliner Universität.
1892 bis 1894 ging Volkens nach Afrika und war im Auftrag der Akademie der Wissenschaften und des Reichs-Kolonialamtes an der Errichtung der wissenschaftlichen Station auf dem Kilimandscharo beteiligt, ab 1894 war er Kolonial-Botaniker in der Deutschen Kolonialgesellschaft in Berlin-Charlottenburg. 1895 erhielt Volkens den Titel Professor und 1897 ging er als außerordentliche wissenschaftliche Hilfskraft wieder an das Botanische Museum Berlin, wo er ein Jahr später als Kurator beschäftigt wurde und vor allem bei der Verwaltung der Botanischen Zentralstelle für die Kolonien tätig war.
1899 bis 1900 wurde Volkens einer Expedition in die Südsee zugeteilt, die den Flaggenwechsel auf den Karolinen vollziehen sollte; Volkens sollte die Botanik der Karolinen und Marianen zu studieren und den wirtschaftlichen Wert abzuschätzen. 1901 bis 1902 reiste er nach Java, wo er am Botanischen Garten in Buitenzorg kolonialbotanische Aufgaben zu erledigen hatte. Nach seiner Rückkehr widmete er sich vor allem den Aufgaben im Museum, bis 1910 hielt er zudem regelmäßig Lehrveranstaltungen an verschiedenen Berliner Instituten. 1917 starb Volkens in seiner Heimatstadt.

## Werke
Georg Volkens führte vor allem gemeinsam mit Alexander Tschirch, Emil Heinricher, Heinrich Schenck und insbesondere Gottlieb Haberlandt als Begründer der physiologische Pflanzenanatomie die Arbeiten von Simon Schwendener weiter, der sich vor allem mit den physikalischen Grundlagen des Pflanzenaufbaus beschäftigte. Dabei veröffentlichte er unter anderem
- Ueber Wasserausscheidung in liquider Form an den Blaettern hoeherer Pflanzen. Berlin 1882 (Dissertation)
- Über die Beziehungen zwischen Standort und Bau der Pflanzen. Jahrbücher des Botanischen Gartens III, S. 1–46. Berlin 1884.
- Die Flora der ägyptisch-arabischen Wüste, auf Grundlage anatomisch-physikalischer Forschungen dargestellt. Berlin 1887.
- Über Pflanzen mit lackierten Blattern. Berichte der Deutschen Botanischen Gesellschaft VIII, S. 120–140, Taf. VIII. 1890.
- Chenopodiaceae. In: Engler-Prantl Natürliche Pflanzenfamilien. III, 1,a, S. 36–91. 1892.
- Der Kilimandscharo. Berlin 1897.
- Über die Bestäubung einiger Loranthaceen und Proteaceen. Festschrift für Schwendener. S. 251–270. Berlin 1899.
- Die Vegetationsverhältnisse der Karolinen. In Englers Botanische Jahrbücher XXXI, S. 412–477. 1901.
- Die Nutzpflanzen Togos. Notizblatt des Botanischen Gartens. Appendix XXII, 1909 und 1910.
- Laubfall und Lauberneuerung in den Tropen, Berlin 1912

## Ehrungen
Aufgrund seiner Leistung für die Botanik wurden eine Reihe von Pflanzenarten nach Georg Volkens benannt, darunter der Hartriegel Cornus volkensii, Aloe volkensii, die Gardenie Gardenia volkensii, der Lein Linum volkensii, der Bogenhanf Sansevieria volkensii und die Peperomie Peperomia volkensii. Auch die Pflanzengattungen Volkensia O.Hoffm. aus der Familie der Korbblütler (Asteraceae), Volkensiella H.Wolff aus der Familie der Doldenblütler (Apiaceae), Volkensinia Schinz aus der Familie der Fuchsschwanzgewächse (Amaranthaceae) und Volkensiophyton Lindau aus der Familie der Akanthusgewächse (Acanthaceae) sind nach ihm benannt.